# Gennaro Miceli
Gennaro Miceli (Caraffa di Catanzaro, 13 ottobre 1901 – Roma, 10 maggio 1976) è stato un politico e ingegnere italiano.

## Biografia
Nato in Calabria, in un paese di origine arbëresh, da Alessandro Miceli e Teresina Ciliberti. Conclusi gli studi superiori a Catanzaro, si laurea in ingegneria al Politecnico di Napoli nel 1921. Qui conosce Amadeo Bordiga, che lo avvicina ai principi del socialismo. Si iscrive al Partito Socialista Italiano, poi nel 1921 aderisce alla scissione da cui nasce il Partito Comunista d'Italia, diventando uno degli esponenti del movimento in città.
Nel 1923 rientra in Calabria diventando uno dei responsabili regionali del partito di Antonio Gramsci. Durante il ventennio fascista viene arrestato dall'OVRA e agisce da quel momento in clandestinità.
Al termine del conflitto, viene eletto nelle file del Partito Comunista Italiano alla Camera dei deputati dalla I alla V legislatura, rimanendo in carica dal 1948 al 1972.
Muore nel maggio del 1976 all'età di 74 anni.